# Дачний будинок Хрещатик 20 Боярка
Дачний будинок Хрещатик 20 (інженера Миколи Максимовича) — історична садиба кінця XIX століття, розташована у місті Боярка Київської області за адресою вул. Хрещатик, 20. Один із найяскравіших зразків дачної архітектури того періоду, пов’язаний з іменем видатного українського інженера-гідротехніка та архітектора Миколи Максимовича.

## Історія
Будинок зведено між 1890 і 1902 роками, ймовірно, за проєктом самого Миколи Максимовича — інженера шляхів сполучення, гідролога та архітектора. Згідно з адресною книгою «Весь Кіевъ» за 1911 рік, ділянка за цією адресою належала саме йому.
Микола Максимович був сином професора Київської духовної академії. У 1888 році він збудував власний особняк у Києві на вулиці Фундуклеївській (нині — вул. Богдана Хмельницького). Серед його досягнень — проєктування та будівництво Києво-Оболонської річкової гавані, створення двотомної монографії про Дніпро, а також участь у зведенні кількох будівель у Києві.
З 1902 року Максимович очолював Варшавський округ шляхів сполучення, а з 1907 року був членом інженерної ради та керуючим водними шляхами Центрального управління Міністерства шляхів сполучення Російської імперії.

## Архітектура
Двоповерховий будинок збудовано у псевдоросійському стилі, відомому як «ропетовщина». Перший поверх — цегляний, другий — дерев’яний, з багатим різьбленим декором, характерним для народного декоративно-прикладного мистецтва.
Цей стиль був популярний серед дачних будівель кінця XIX — початку XX століть і слугував своєрідною відповіддю на європейські «швейцарський» та «норвезький» стилі в архітектурі вілл та санаторіїв курортних містечок.

## Подальша доля
У радянський період будинок використовувався як корпус дитячого санаторію «Зірочка», а згодом — як частина Київської обласної дитячої лікарні.
Наразі будівля перебуває у занедбаному стані. Проте місцеві активісти та краєзнавці, докладають зусиль для її збереження та реставрації.